# جوهر دودایف
جوهر موسایویچ دودایف 
(به چچنی: Dudin Musa-khant Dʒouxar/Дудин Муса-кIант Жовхар) (به روسی: Джохар Мусаевич Дудаев) زاده ۱۵ فوریه ۱۹۴۴ یک ژنرال نیروی هوایی شوروی و یک رهبر چچنی بود که بعدها با تأسیس جمهوری چچن ایچکریا، ریاست جمهوری آن را بر عهده گرفت و ۲۱ آوریل ۱۹۹۶ در حملهٔ هوایی ارتش روسیه به قتل رسید.

## سال‌های آغازین
دودایف در روستای یالخوری جمهوری چچن – اینگوش به دنیا آمد. در زمان تولد وی، خانوادهٔ او به همراه بسیاری از چچنی‌ها مجبور به رفتن به جمهوری شوروی سوسیالیستی قزاقستان شد. پدرش موسی نام داشت و در کودکی او از دنیا رفت. این تبعید، بخشی از برنامهٔ ژوزف استالین بود. او ۱۳ سال را در قزاقستان شوروی سپری‌کرد. پس از بازگشت چچنی‌ها و اینگوش‌ها به چچن در سال ۱۹۵۷، او در مدرسه‌ای شبانه در رشتهٔ برق در چچن-اینگوشتیا تحصیل کرد. او در سال ۱۹۶۲، پس از دو سال تحصیل در رشته الکترونیک در ولادی‌قفقاز، وارد مدرسهٔ عالی خلبانی هوانوردی نظامی در تامبوف شد و در سال ۱۹۶۶ از آن فارغ‌التحصیل شد. دودایف در سال ۱۹۶۸ به حزب کمونیست اتحاد جماهیر شوروی پیوست و از سال ۱۹۷۱ تا ۱۹۷۴ در آکادمی معتبر نیروی هوایی یوری گاگارین تحصیل کرد. او با آلا، شاعر روسی و دختر یک افسر شوروی ازدواج کرد که از او صاحب سه فرزند (یک دختر و دو پسر) شد. آلا دودایف در حومهٔ مسکو پایتخت روسیه به دنیا آمده. پسر اول آن‌ها، آولور دودایف، پسر دوم او، دگی دودایف متولد سال ۱۹۸۳ و دانا دودایف، دختر او متولد سال ۱۹۷۳ میلادی است. اکنون خانوادهٔ دودایف به اروپا پناهنده شده‌اند.

## خدمت نظامی
در سال ۱۹۶۲، دودایف خدمت در نیروی هوایی شوروی را آغاز کرد و در آن‌جا به درجهٔ سرلشکری رسید و نخستین ژنرال چچنی شد. دودایف در یک واحد بمباران استراتژیک نیروی هوایی شوروی در سیبری و اوکراین خدمت می‌کرد. او در جنگ شوروی و افغانستان علیه مجاهدین شرکت کرد که به‌خاطر آن، نشان ستاره سرخ و نشان پرچم سرخ به او اعطا شد. بر اساس گزارش‌ها، دودایف در سال‌های ۱۹۸۶ و ۱۹۸۷ در بمب‌گذاری‌های غرب افغانستان شرکت کرده بود. بسیاری از مخالفان نظامی و سیاسی او که ایمان و مسلمانی او را زیر سؤال می‌بردند، اغلب به اقدامات او علیه نیروهای مجاهدین اشاره می‌کردند. به عنوان مثال، سرگئی استپاشین ادعا کرد که دودایف در بمباران اشباع شرکت داشته‌است (اظهاراتی که احتمالاً کینه‌توزانه بوده‌است). این اتهامات، توسط خود دودایف رد شد. دودایف به‌طور پیوسته در نیروی هوایی ترقی کرد و در سال ۱۹۸۷ فرماندهی لشکر هوایی بمب‌افکن سنگین ۳۲۶ دوربرد شوروی در تارتو، استونی را به عهده گرفت و در سال ۱۹۸۷ درجهٔ سرلشکری را به‌دست‌ آورد. از سال ۱۹۸۷ تا مارس ۱۹۹۰، او در طول پست خود در آن‌جا فرماندهی بمب‌افکن‌های راهبردی دوربرد مجهز به جنگ‌افزار هسته‌ای را بر عهده داشت. 
او همچنین فرماندهٔ پادگان تارتو بود. او زبان استونیایی را آموخت و در پاییز ۱۹۹۰ با نادیده گرفتن دستورات (به‌عنوان فرماندهٔ پادگان تارتو) برای تعطیلی تلویزیون و پارلمان استونی، تحمل زیادی نسبت به ناسیونالیسم استونی نشان داد. در سال ۱۹۹۰، لشکر هوایی تحت رهبری او، از استونی خارج شد و دودایف نیز از نیروهای مسلح شوروی استعفا داد.

## ورود به سیاست
در ماه مه ۱۹۹۰، دودایف به گروزنی، پایتخت چچن بازگشت و خود را وقف سیاست در سطح محلی کرد. او به‌عنوان رئیس کمیتهٔ اجرایی اپوزیسیون غیررسمی کنگره سراسری خلق چچن (NCChP) انتخاب شد که از حاکمیت چچن به‌عنوان یک جمهوری مستقل از جمهوری‌های اتحاد جماهیر شوروی دفاع می‌کرد (جمهوری شوروی چچن-اینگوش وضعیت یک جمهوری خودگردان را در جمهوری سوسیالیستی فدراتیو شوروی روسیه داشت).
در اوت ۱۹۹۱، دوکو زاوگایف، رهبر کمونیست اتحاد جماهیر شوروی چچن-اینگوش، کودتای اوت ۱۹۹۱ علیه میخائیل گورباچف، رئیس‌جمهور شوروی را به‌طور علنی محکوم نکرد. پس از شکست کودتا، اتحاد جماهیر شوروی به سرعت شروع به فروپاشی کرد. دودایف و حامیانش با استفاده از این فرصت، علیه دولت زاوگایف اقدام کردند. در ۶ سپتامبر ۱۹۹۱، ستیزه‌جویان NCCHP با خشونت (رهبر حزب کمونیست گروزنی کشته شد و چندین عضو دیگر زخمی شدند) به جلسهٔ شورای عالی محلی حمله کردند و عملاً دولت اتحاد شوروی چچن-اینگوش را منحل کردند. ایستگاه تلویزیونی گروزنی و دیگر ساختمان‌های دولتی کلیدی نیز تصرف شدند.

## رئیس‌جمهوری چچن ایچکریا
پس از یک همه‌پرسی بحث‌برانگیز در اکتبر ۱۹۹۱ که دودایف در سمت جدید خود به‌عنوان رئیس‌جمهور جمهوری چچن ایچکریا تأیید شد، او به‌طور یک‌جانبه حاکمیت جمهوری و استقلال آن از اتحاد جماهیر شوروی را اعلام کرد. در نوامبر ۱۹۹۱، رئیس‌جمهور وقت روسیه، بوریس یلتسین، نیروهایی را با هواپیما به فرودگاه گروزنی اعزام کرد، اما زمانی که نیروهای دودایف از خروج آن‌ها از فرودگاه جلوگیری کردند، نیروهای اعزامی از گروزنی بازگشتند. روسیه از به‌رسمیت شناختن استقلال این جمهوری، خودداری کرد، اما در استفاده از نیروی بیشتر علیه جدایی‌طلبان تردید داشت. از این نقطه، جمهوری چچن-اینگوش به یک دولت مستقل دفاکتو تبدیل شده بود.
دولت دودایف در ابتدا، روابط دیپلماتیکی با گرجستان برقرار کرد و در آن‌جا از حمایت روانی زویاد گامساخوردیا، رئیس‌جمهور اول گرجستان برخوردار شد. هنگامی که گامساخوردیا در اواخر سال ۱۹۹۱ سرنگون شد، به وی در چچن پناهندگی داده شد و در مراسم تحلیف دودایف به‌عنوان رئیس‌جمهور شرکت کرد. زمانی که او در گروزنی اقامت داشت، به سازماندهی نخستین «کنفرانس تمام‌قفقازی» که با حضور گروه‌های مستقل از سراسر منطقه برگزار شد، کمک کرد. ایچکریا در سال ۱۹۹۱ هرگز از هیچ کشور به‌رسمیت‌شناخته‌شدهٔ بین‌المللی دیگری به جز گرجستان به‌رسمیت شناخته نشد. جمهوری چچن-اینگوش در ژوئن ۱۹۹۲، در میان یک درگیری فزایندهٔ اوستیایی-اینگوش، به دو بخش تقسیم شد. پس از این‌که چچن، اعلامیه اولیهٔ حاکمیت خود را در سال ۱۹۹۱ اعلام کرد، نهاد سابق اینگوشتیا تصمیم گرفت به‌عنوان یکی از واحدهای فدرال روسیه به فدراسیون روسیه بپیوندد (جمهوری اینگوشتیا). ایچکریا (چچن) در سال ۱۹۹۳ استقلال کامل خود را اعلام کرد. در همان سال، آموزش زبان روسی در مدارس چچن متوقف شد و همچنین اعلام شد که زبان چچنی با استفاده از الفبای لاتین (با برخی از حروف دیگر ویژهٔ چچنی) به‌جای الفبای سیریلیک که از دههٔ ۱۹۳۰ استفاده می‌شد، شروع به نوشتن خواهد شد. دولت همچنین، چاپ پول و تمبر مخصوص خود را آغاز کرد. یکی از نخستین دستورات دودایف، به هر مردی حق نگهداری و حمل سلاح را می‌داد.
سیاست‌های اقتصادی ضعیف و بی‌تجربگی دودایف به زودی شروع به تضعیف اقتصاد چچن کرد. ناظران روسی ادعا می‌کردند که این سیاست‌ها، منطقه را به یک بهشت برای جنایتکاران تبدیل کرده‌ است. جمعیت غیرچچنی ایچکریا، پس از مواجهه با بی‌تفاوتی دولت دودایف، نسبت به برخی رفتارهای جنایتکارانه، این جمهوری را ترک کردند. در سال ۱۹۹۳، پارلمان چچن تلاش کرد تا یک همه‌پرسی در مورد اعتماد عمومی به دودایف را به این دلیل که او در تحکیم استقلال چچن شکست خورده، ترتیب دهند. او با انحلال پارلمان و دیگر ارگان‌های قدرت، اقدام پارلمان را تلافی کرد. از اوایل تابستان ۱۹۹۴، گروه‌های مخالف مسلح چچن با حمایت نظامی و مالی روسیه بارها و بارها تلاش کردند تا دودایف را با زور برکنار کنند، اما موفق نشدند.

## جنگ اول چچن
در ۱ دسامبر ۱۹۹۴، روس‌ها بمباران فرودگاه گروزنی را آغاز کردند و برخی از هواپیماهای آموزشی شوروی سابق را که توسط جمهوری چچن در سال ۱۹۹۱ گرفته شده بود، منهدم کردند. در پاسخ، ایچکریا به روسیه اعلان جنگ کرد و نیروهای مسلح خود را بسیج کرد. در ۱۱ دسامبر ۱۹۹۴، پنج روز پس از این‌که دودایف و وزیر دفاع روسیه، پاول گراچف، برای اجتناب از استفادهٔ بیشتر از زور به توافق رسیدند، نیروهای روسی به چچن حمله کردند. به اشتباه گزارش شد که یکی از دو پسر دودایف در اوایل جنگ در عملیات کشته شد. هر دوی آن‌ها دست‌کم تا سال ۲۰۰۹ زنده بوده‌اند.
پیش از سقوط گروزنی، دودایف کاخ ریاست جمهوری را رها کرد و با تعدادی از نیروهای خود به جنوب رفت و بر پایهٔ گزارش‌ها، رهبری جنگ را طی سال ۱۹۹۵ از یک تأسیسات پرتاب موشک در نزدیکی پایتخت تاریخی چچن، ودنو ادامه داد. او همچنان اصرار داشت که پس از پایان جنگ کلاسیک، نیروهایش پیروز خواهند شد و چریک‌های چچنی به عملیات خود در سراسر کشور ادامه دادند.

## ترور

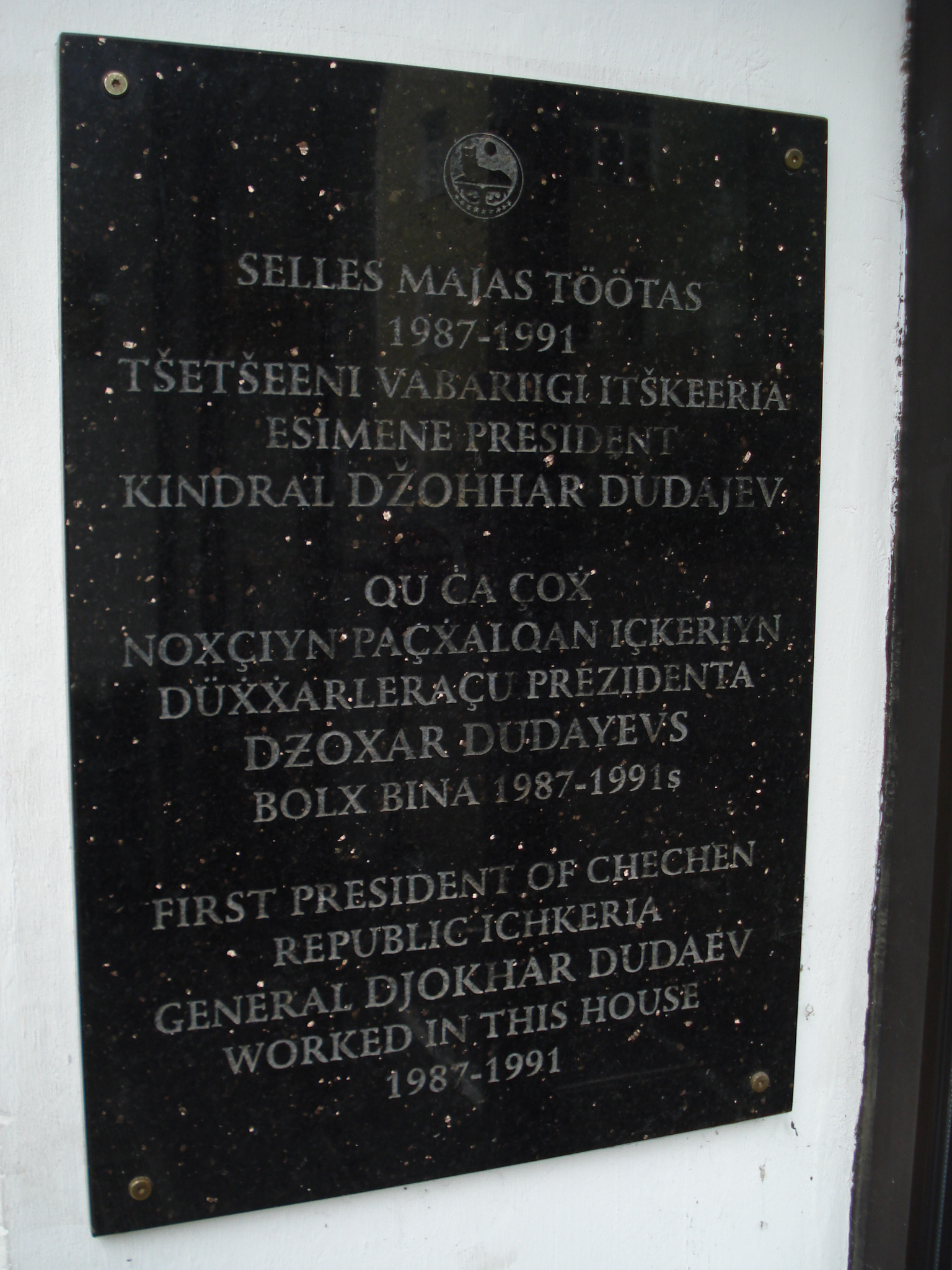
لوح یادبود محل دفتر جوخار دودایف در مقر سابق ارتش شوروی، هتل بارکلی فعلی است

دودایف در ۲۱ آوریل ۱۹۹۶ در حالی‌که از یک تلفن ماهواره‌ای استفاده می‌کرد، پس از شناسایی موقعیت مکانی وی توسط یک هواپیمای شناسایی روسی که تماس تلفنی او را رهگیری می‌کرد، توسط دو موشک هدایت شونده لیزری ترور شد. در آن هنگام، ظاهراً دودایف با یک معاون لیبرال دوما در مسکو، ظاهراً کنستانتین بورووی، صحبت می‌کرد. پس از شناسایی اولیهٔ او، هواپیماهایی از نوع سوخو-۲۴ و یک سوخو-۲۵ برای شناسایی دودایف و شلیک موشک هدایت‌شونده اعزام شدند. جزئیات دقیق این عملیات، هرگز توسط دولت روسیه منتشر نشد. هواپیماهای شناسایی روسی برای مدتی طولانی در آن منطقه، ارتباطات ماهواره‌ای را رصد و سعی می‌کردند صدای دودایف را با نمونه‌های موجود سخنرانی‌اش مطابقت دهند. بر پایهٔ گزارش‌ها، ویژگی‌های تلفن و مختصات جغراقیایی دودایف نیز پس از دیدار بیل کلینتون، رئیس‌جمهور ایالات متحده با بوریس یلتسین، رئیس‌جمهور روسیه، توسط آژانس امنیت ملی ایالات متحده (NSA) به روس‌ها منتقل شد. همچنین ادعا شد که دودایف در ترکیبی از یک حمله هوایی و یک تله انفجاری کشته شده‌است. او ۵۲ سال سن داشت.
مرگ دودایف در میان یک برنامه تلویزیونی قطع‌شده و توسط شامیل باسایف، فرماندهٔ چچنی اعلام شد. پس از مرگ دودایف، معاون او سلیم‌خان یندربایف، به‌عنوان رئیس‌جمهور موقت، جانشین وی شد و پس از انتخابات مردمی سال ۱۹۹۷، رئیس ستاد وی، اصلان ماسخادوف، جانشین وی شد.
از جوهر دودایف، همسرش آلا و پسرانشان دگی و آولور به یادگار ماند. اعتقاد بر این است که ولادیسلاو سورکوف، که قبلاً دستیار ارشد ولادیمیر پوتین و یک ایدئولوژیست بود، رابطهٔ خانوادگی دوری با جوهر دودایف دارد.
چچنی‌ها با مرگ دودایف دچار غم و مصیبت بزرگی شدند اما آن‌ها توانستند به فرماندهی سلیم‌خان یندربایف با پس‌گیری شهر گروزنی، پایتخت چچن در اوت ۱۹۹۶ به موفقیت بزرگی دست یابند و اسم شهر گروزنی را به افتخار جوهر دودایف به جوهرقلعه (جوخارقالا) تغییر دادند.
روسیه، مذاکرات خود با چچنی‌ها را پس از مرگ دودایف انجام داد و در سال ۱۹۹۷ معاهدهٔ صلح خاساویورت با چچن را امضا کرد و وعدهٔ استقلال تدریجی به آن‌ها را داد.

## بزرگداشت
یک پلاک یادبود ساخته شده از گرانیت به خانه‌ای در خیابان اولیکولی در تارتو، استونی که دودایف، زمانی در آن کار می‌کرد، چسبانده شده‌است. این خانه اکنون تبدیل به هتل بارکلی شده‌است و دفتر سابق دودایف به اتاق دودایف تبدیل شده‌ است.

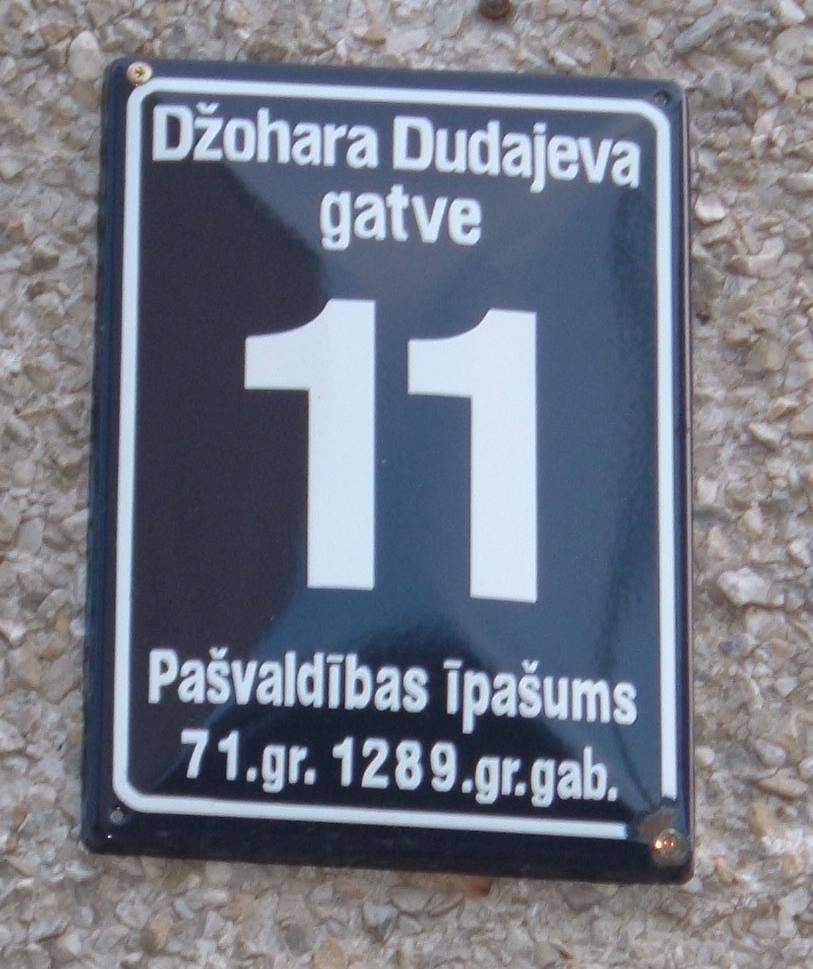
تابلوی خیابانی به‌نام دودایف در ریگا، لتونی

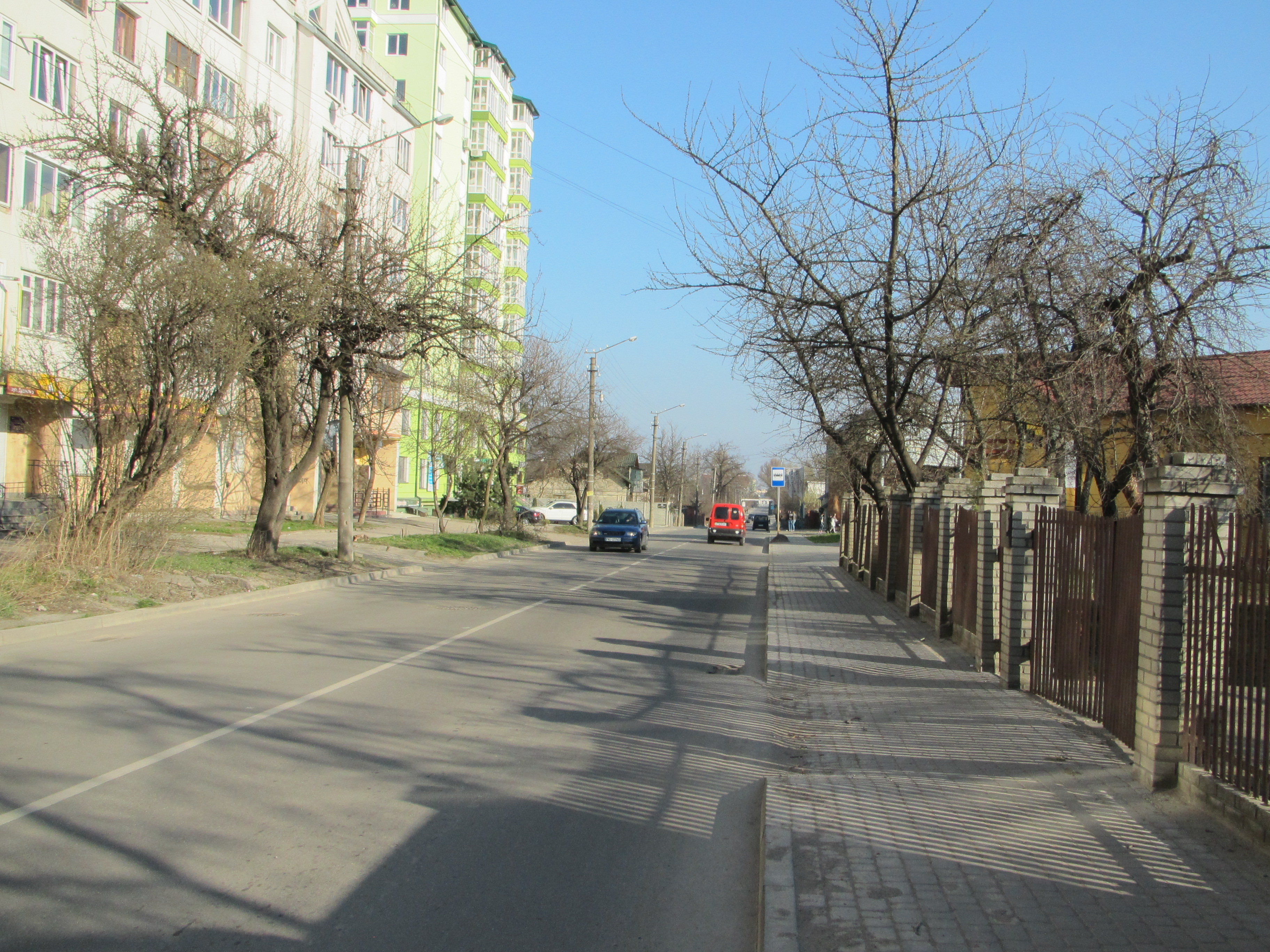
خیابان جوهر دودایف ایوانو-فرانکیفسک، اوکراین

مکان‌هایی که به افتخار دودایف نام‌گذاری شده‌اند عبارت‌اند از:
- بوسنی و هرزگوین خیابان ژنرال جوهر دودایف در گراژده
- استونی – یک اتاق بزرگ در هتل بارکلی در تارتو که زمانی به‌عنوان دفتر دودایف استفاده می‌شد، اکنون سوئیت دودایف نامیده می‌شود. بیرون و روی دیوار هتل نیز یک لوح یادبود دودایف وجود دارد.
- گرجستان – خیابانی در تفلیس، پایتخت گرجستان به‌نام جوهر دودایف وجود دارد.[۲۳]
- لتونی – در سال ۱۹۹۶، خیابانی در ریگا پایتخت لتونی، خیابان جوهر دودایف نام‌گذاری شد. با توجه به انتخابات پارلمانی آتی در لتونی، ابتکارات متعددی برای لابی کردن برای تغییر نام یا حفظ نام خیابان توسط طرفداران و مخالفان روسیه انجام شد.[۲۴][۲۵]
- لیتوانی - خیابان جوهر دودایف در ویلنیوس[۲۶]
- لهستان - در ۱۷ مارس ۲۰۰۵، یک فلکه در ورشو پایتخت لهستان به‌نام دودایف نام‌گذاری شد.[۲۷]
- ترکیه – پس از مرگ دودایف، مکان‌های مختلفی در ترکیه به نام او تغییر نام دادند، مانند خیابان شهید جوهر دودایف و پارک شهید جوهر دودایف در استانبول، میدان دودایف در آنکارا، پارک شهید جوهر دودایف در آداپازاری در استان سقاریه و پارک جوهر دودایف در سیواس[۲۸]
- اوکراین - در سال ۱۹۹۶، خیابانی در لویو و بعدها خیابانی در ایوانو-فرانکیفسک[۲۹][۳۰] و خیابانی در خملنیتسکی، به‌نام جوهر دودایف نام‌گذاری شد. در جنگ در دونباس، که در بهار ۲۰۱۴ آغاز شد، یک گردان داوطلب طرفدار اوکراین، به رهبری ژنرال سابق چچنی، عیسی مونایف، به‌نام دودایف نام‌گذاری شد.[۳۱][۳۲]